# 체감 온도

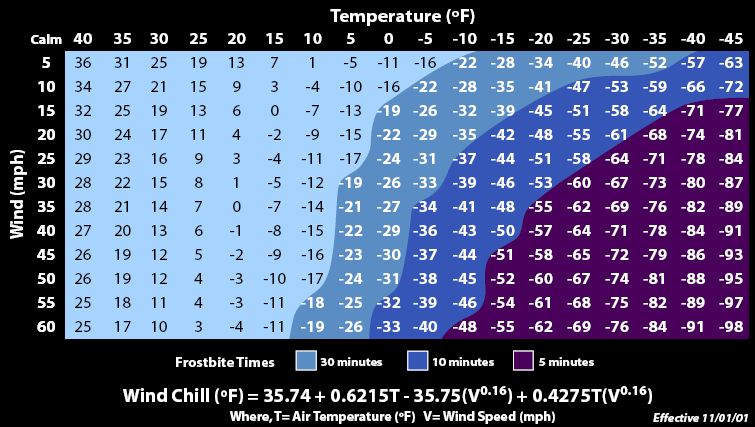
주어진 실제온도와 풍속에 대한 체감온도를 나타낸 표

체감 온도(體感溫度, 영어: Apparent temperature, Feels like temperature)는 바람에 의해 피부에 느껴지는 온도이다. 체감온도는 주로 실제 온도보다 낮은데, 이는 체온이 실제 온도보다 높기 때문이다. 이와 반대로 피부의 습도로 인해 더 높은 온도를 느낄 수 있는데, 이는 열지수를 사용한다.

## 기상과의 관계
우리는 추울 때나 더울 때나 몹시 불쾌한 느낌을 갖게 된다. 이는 몸으로부터 외부에 필요 이상의 열을 빼앗기고 있거나, 또는 몸체로부터 외부에 적당량의 열을 발산하지 못하게 되든지, 반대로 열이 몸에 스며들고 있기 때문인 것이다. 쾌적한 기상조건인지 아닌지는 이와 같이 신체를 통하여 열의 출입, 즉 기상환경과의 열교환과 관계가 있는 것이다. 인간과 기상환경과의 열교환은 생물체의 생명 활동의 결과로 생기는 열과 몸체로부터의 복사·대류·증발 등의 과정에서 방열되는 열, 또는 반대로 몸 밖으로부터 몸 안으로 들어오는 열과의 상호관계인 것이다.  복사·대류를 계산하는 경우, 몸의 표면온도를 어떻게 정하여야 되는가가 문제이다. 이 경우 신체의 어느 중심부의 피부온도와 손발과 같은 선단의 온도와의 구별을 충분히 이해할 필요가 있다. 예를 들면, 중심부의 온도는 조금 변하였는데 손발의 온도는 10°C에서 15°C까지 변하고 있을 때가 있다. 이것은 손발이 어느 의미에서는 열의 저장소의 역할을 하고 있어 몸의 열교환에 큰 역할을 담당하고 있기 때문이다.  이와 같이 열교환에 있어서 복사·대류·증발량을 계산하기 위한 피부온도의 측정에는 한 점의 값만을 기준으로 하면 잘못 계산하게 된다. 그래서 평균적인 피부온도를 어떻게 계산하여야 하는 문제가 제기된다. 기온이 10°C, 18°C, 28°C인 경우(대략 동복·춘추복·하복을 입을 계절)에는 각각 2.01,1.44,0.64칼로리의 열이 1분마다 몸에서 방사된다. 기온이 32°C, 33°C가 되면 1분간 0.6칼로리를 넘지 못하게 된다.  기온이 45°C, 즉 온도가 높은 주위환경에서는 생물체는 외부에서 반대로 열이 스며들게 된다. 또한 열의 교환에서 중요한 하나의 요소는 증발이다. 1g의 물이 증발하려면 580칼로리 이상의 열이 필요하다. 즉 수분이 몸에서 방출되어간다. 신체 표면으로부터의 수분의 증발은 신체의 표면 온도에 따른 수증기의 포화압력과 현장의 공기중의 수증기 압력과 비례한다. 물론 이런 경우에도 풍속에 관계된다.   보통의 의복 상태에서는 18°C에서 기온에 따라 수분의 증발이 신체 표면에서 행하여진다. 옷을 벗은 사람은 기온 23°C에서부터 시작하여 피부 표면 및 폐에서 수증기의 분비량이 증가하고, 기온이 더욱 높아짐에 따라 수분의 분비는 점점 많아진다. 그러나 피부면에서의 수분 증발은 분비보다 늦어진다. 기온이 높아지거나 수증기가 많아지면 수분 증발은 완전히 멈추고 만다. 이렇게 되면 분비된 수분은 증발하지 못하고 땀이 되어 피부에 젖어 남게 된다.  육체 노동을 할 때 땀의 분비는 더욱 복잡하다. 기온 10°C∼18°C에서는 노동을 시작하자마자 수증기의 분비는 높아져 1분간에 3g∼3.5g까지 달한다. 노동을 중지하면 그 양은 휴식상태에 있는 값에 가까워지지만, 기온 35°C∼45°C 정도의 고열환경에서는 노동을 중지하여도 수증기의 분비는 멈추지 않고 계속된다. 노동을 끝마친 후에 10∼15분 정도 계속하여 몸무게를 달아보면 육체노동을 하고 있을 때와 같은 정도로 몸무게가 감소되고 있음을 알게 된다.   기온 35°C에서는 노동 후의 수증기의 분비는 보통 1.7g∼3.0g이나 0.8g/sec 정도로 저하될 경우도 있다. 이와 같이 몸무게의 감소와 평행하여 체온이 내려가는 것을 보게 되는데 이것은 생물체의 일시적인 냉각이다.  이상에서 예를 든 바와 같이 수분의 증발은 과열하기 쉬운 신체에서 열을 빼앗아가는 큰 역할을 하고 있다는 것을 알 수 있다.

## 체감 온도 구하는 식
대한민국 기상청에서는 2001년 8월 캐나다 토론토에서 열린 Joint Action Group for Temperature Indices(JAG/TI) 회의에서 새로 발표되어 현재 미국과 캐나다 등 북아메리카 국가들을 중심으로 가장 최근에 널리 사용되고 있는 체감온도식을 사용하고 있다. 그 식은 이렇다
{\displaystyle T_{wc}=13.12+0.6215T_{a}-11.37V^{0.16}+0.3965T_{a}V^{0.16}\,\!}
단, T는 섭씨온도, V는 풍속(km/h)이다.
그러나 미국 등 화씨온도를 사용하는 곳에는 식이 약간 다른데,
{\displaystyle T_{wc}=35.74+0.6215T_{a}-35.75V^{0.16}+0.4275T_{a}V^{0.16}\,\!}
이 그것이다. 단, T는 화씨온도, V는 풍속(mph)이다.
체감 온도는 주로 실제 온도가 10°C (50°F) 이하, 풍속이 4.8 km/h (3 mph) 이상인 경우에만 쓰인다.

## 실효온도
실효온도는 위생학·건축학 등 각 방면에서 널리 이용되는 체감온도이다. 이것은 습구온도·온도·풍속의 값을 종합하여 구한 것으로서, 실효 온도는 습도 100%, 풍속 0일 때의 기온을 표준으로 하여 측정한 것이다. 온도·습도가 달라도 습도  100%인 때의 온도와 같은 온도를 느끼게 될 때는 실효온도가 같은 것으로 본다. 한편 쾌적한 실효온도의 범위는 17.2°C∼21.8°C이고 이 온도 범위에서는 풍속 1m/sec에 대해 15°C밖에 기온이 낮아지지 않는다. 그러므로 풍속에 대한 영향은 기온이 낮을수록 커져서, 기온이 낮으면 같은 풍속에서도 실효 온도는 더욱 낮아진다. 〔그림〕-18은 5월 상순에서 6월 상순까지의 이른바 쾌적기온인 실내에서 가장 관측에 숙달된 사람에게 현장의 기온을 추정시켰을 때 체감온도·실제온도 및 습구온도를 비교한 것이다. 이 때의 체감온도 Tf는 건구온도 Td, 습구온도 Tw의 중간에 있고 이들 간에는 Tf＝6.12＋0.29Td＋0.42Tw의 관계가 있다. 일반적으로 실효온도는 실제의 기온보다 낮으며, 이런 것들은 생각해 보면 실효온도는 체감온도와 밀접한 관계가 있다는 것을 알 수 있다. 그리고 피부온도와 실효온도와의 관계도 비교적 밀접하다.  〔그림〕-19는 평균 피부온도와 실효온도, 산소 소비량과 실효온도와의 관계를 나타낸 것이다. 피부온도와 실효온도와는 직선적인 관계가 있으며 16.5°C∼30°C의 범위에서 산소 소비량 증가가 최저의 범위임을 알 수 있다. 따라서 야글루(Yaglou)는 17.2∼21.8°C의 범위를 쾌적 실효온도 범위라 말하고 있다.

## 같이 보기
- 등가 온도